# Les Borsalini
Pour plus de détails, voir Fiche technique et Distribution.
Les Borsalini est un film français réalisé par Michel Nerval, sorti en salles en 1980.
Il s'agit du premier film du réalisateur.

## Synopsis
Momo Bichonnet et sa bande se sont acquis l’exclusivité de la revente de whisky dans les bistrots du secteur... cela jusqu'au jour où des Américains proposent du whisky meilleur et moins cher. Dès lors, une guerre de gangs va se déclarer.

## Fiche technique
- Réalisateur : Michel Nerval, assisté de Michel Debats
- Scénariste : Martine Nerval
- Costumes : Annie Périer
- Photographie : Jean-Paul Cornu
- Montage : Bruno Zincone
- Compositeur : Francis Lai
- Production : Joël Foulon
- Société de production :  Odessa Films, Paris Prociné
- Format :  Couleur -  Son mono
- Pays d'origine :  France
- Genre : Comédie
- Durée : 89 minutes
- Date de sortie :
  - France : 20 février 1980

## Distribution
- Jean Lefebvre : Momo Bichonnet
- Darry Cowl : Pépé
- Robert Castel : Mohamed Rico
- Sacha Darwin (crédite comme Sacha Davidif) : Minouche
- Marcel Gassouk : Riton
- Gilbert Servien : La terreur
- Bernard Cazassus : Jojo
- Billy Kearns : Le boss
- Carl Studer : Gino
- Steve Gadler : Tony
- Muriel Montossé : Une auto-stoppeuse aux seins nus
- Alan Bekk
- Bouboule
- Odette Bruyelle
- Gérard Croce : la douceur
- Gino Da Ronch
- Gérard Dervieau
- Simon Fitoussi
- Michel Granger
- John Grant
- Catherine Lavigne
- Odile Longuet
- René Marquant
- Georges Montal
- Odette Ruffin
- Léonor Serrat
- Robert de Sorena
- Frank Stuart
- Colette Thiel
- Ginette Vatel
- Jacques Vrignaud